# Zubrnice
Zubrnice är en ort i Tjeckien.   Den ligger i regionen Ústí nad Labem, i den nordvästra delen av landet, 60 km norr om huvudstaden Prag. Zubrnice ligger 296 meter över havet och antalet invånare är 207.
Terrängen runt Zubrnice är lite kuperad. Runt Zubrnice är det ganska glesbefolkat, med 38 invånare per kvadratkilometer. Närmaste större samhälle är Ústí nad Labem, 13,3 km väster om Zubrnice. Trakten runt Zubrnice består till största delen av jordbruksmark.